# Andrew Murray (Schriftsteller)

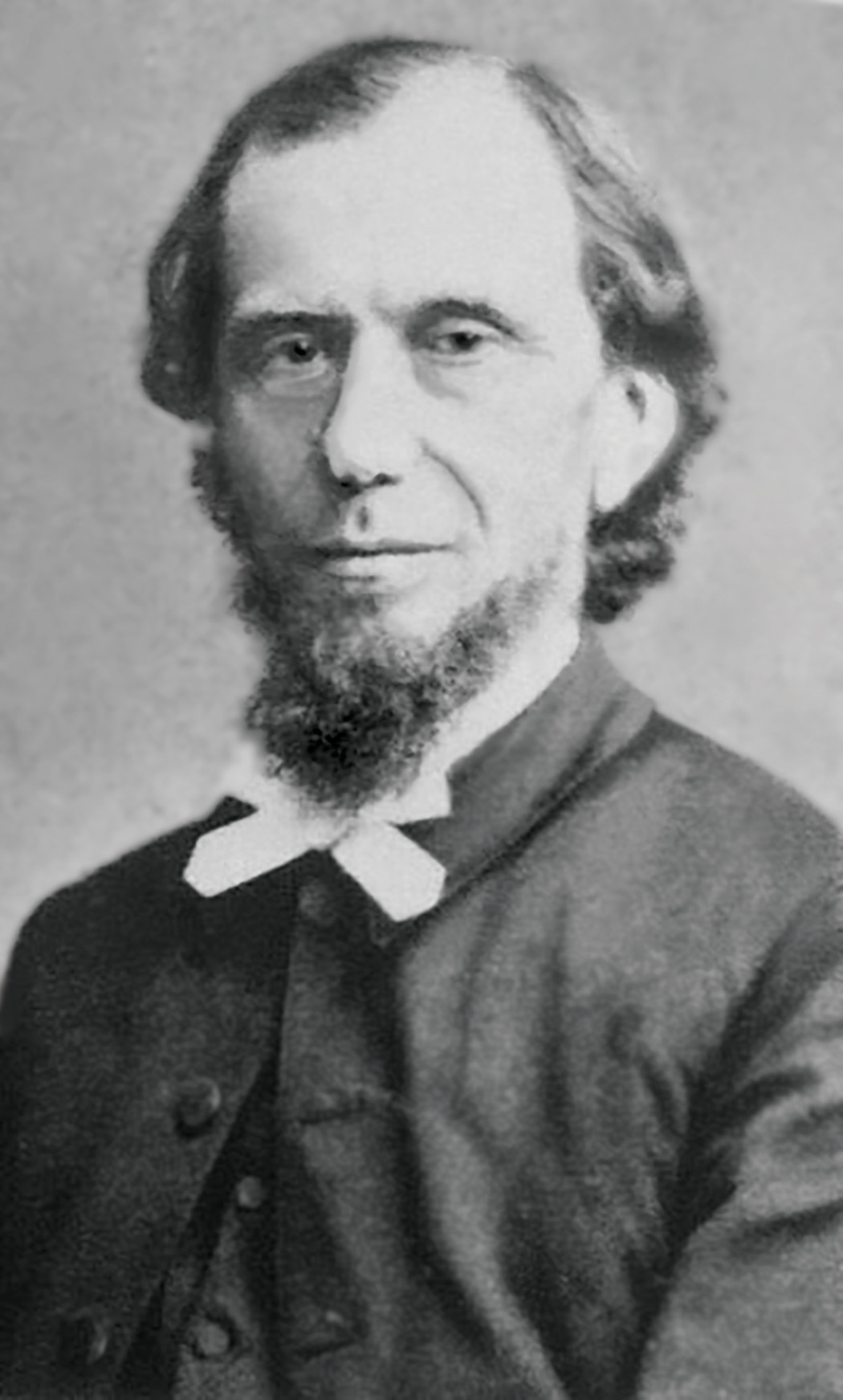
Andrew Murray

Andrew Murray (* 9. Mai 1828 in Graaff-Reinet, Südafrika; † 18. Januar 1917 in Wellington bei Kapstadt) war ein reformierter Pfarrer schottischer Abstammung in Südafrika, der u. a. durch seine rege schriftstellerische Tätigkeit bekannt wurde.

## Leben

### Frühes Leben
Andrew Murray wurde am 9. Mai 1828 in Graaff-Reinet, Südafrika geboren. Sein Vater war Andrew Murray Senjor (1794–1866), ein Missionar der Niederländisch-reformierten Kirche, der von Schottland nach Südafrika gesendet wurde. Seine Mutter Maria Susanna Stegmann war französisch-hugenottischer und deutsch-lutherischer Abstammung.

### Studium
Andrew Murray studierte an der Universität Aberdeen und schloss dort 1845 mit einem Magistergrad ab. Danach setzte er seine Studien an der Universität Utrecht fort. 1848 erlebte er eine religiöse Bekehrung im Sinne der Erweckungsbewegung und kehrte im gleichen Jahr nach Südafrika zurück, nachdem er am 9. Mai in Den Haag zum Pfarrer der Niederländisch-reformierten Kirche in Südafrika ordiniert worden war.

### Oranje und Transvaal
Sir Harry Smith, der Gouverneur von Kapstadt, schickte Murray in die Gegend des Oranje-Flusses, wo er die vier Kirchgemeinden Bloemfontein, Rietpoort, Rietrivier and Winburg zu betreuen hatte. 1849 bis 1852 unternahm er zahlreiche Evangelisationskampagnen. 1850 wurde er in den Transvaal berufen, und 1856 spielte er eine entscheidende Rolle bei der Gründung des Grey College in Bloemfontein. Dort wurde er zum ersten Rektor und zum Hausvater des Studentenheims ernannt. Am 2. Juli 1856 heiratete er in Kapstadt Emma Rutherford, die ihm acht Kinder schenkte. 1860 wurde er Pfarrer in Worcester, wo er auch seine ersten Bücher verfasste.

### Kapstadt und Wellington
1862 wurde Murray Moderator der südafrikanischen Synode, 1864 Pfarrer in Kapstadt; von 1871 bis zu seinem Eintritt in den Ruhestand 1906 war er schließlich Pfarrer in Wellington, wo er das Institute for the training of missionaries und das Huguenot Seminary for girls gründete.
1898 erhielt Murray die Ehrendoktorwürde der Universität Aberdeen und 1907 die der nachmaligen Universität Kapstadt.

## Kontakte zur Heiligungsbewegung
Murray war ein Mann der Heiligungsbewegung, vertrat deren Lehren und übte auch deren Praxis aus. Zudem war er ein beliebter Redner auf den Konferenzen der Heiligungsbewegung, wie z. B. in Keswick (Keswick-Bewegung). Er war stark vom erwecklichen Aufbruch in Oxford 1874 sowie Brighton 1875 geprägt, u. a. auch von D. L. Moody, und vertrat die damals übliche Lehre über die Krankenheilung bzw. die Heiligung.
Er hielt u. a. Kontakt mit den führenden Persönlichkeiten der Heiligungsbewegung, wie z. B. Otto Stockmayer und Anna von Wattenwyl, einer zeitweiligen Mitarbeiterin von Franz Eugen Schlachter. Er hatte auch großen Einfluss auf Jessie Penn-Lewis. Seine Frau teilte seine Glaubensüberzeugungen. Bezüglich der Taufe vertrat er die reformierte Sicht.

## Werke (Auswahl)
- Abide in Christ, 1864 (deutsch: Bleibe in Jesu)
- Like Christ, 1884 (deutsch: Nach Jesu Bild)
- The New Live, 1885
- With Christ in the School of Prayer, 1885 (deutsch: Die Schule des Gebets)
- Holy in Christ, 1887
- How to Raise Your Children for Christ * With Christ in the School of Prayer (deutsch: Die Schule des Gebets), 1887
- The Spirit of Christ, 1888
- Wholly for God, 1890
- Be Perfect, 1893
- Jesus Himself, 1893
- The Holiest of All – An Exposition of the Epistle to the Hebrews, 1894 (deutsch: Der große Hohepriester. Eine Erklärung des Briefes an die Ebräer)
- Let us Draw Nigh, 1894
- Power of the Blood of Christ, 1894
- Why do you not believe, 1894
- The Believers Full Blessing of Pentecost, 1894
- The Master’s Indwelling, 1895
- Eagle Wings, 1895
- The Spiritual Life, 1895
- The Power of the Spirit (Extracts from William Law), 1895
- Have Mercy upon Me, 1895
- Absolute Surrender, 1895 (deutsch: Hingabe, Ruf an den Glaubenden)
- Humility, 1895 (deutsch: Demut, Kleinod der Heiligen)
- The Full Blessing Of Pentecost (deutsch: Die Fülle des Pfingstsegens, 1895)
- Waiting on God, 1896
- The Divine Indwelling, 1896
- They Mystery of the True Vine, 1897
- The Lord's Table, 1897 (deutsch: Kommt, es ist alles bereit)
- The Ministry of Intercession, 1897
- Money, 1897, ISBN
- The School of Obedience, 1898 (deutsch: Schule des Gehorsams)
- The True Vine, 1898
- The Fruit of the Vine, 1898
- The Two Covenants, 1898
- Pray without Ceasing, 1898
- Divine Healing, 1900
- Thy Will Be Done, 1900
- Out of His Fullness, 1900
- Working for God, 1901
- The Key to the Missionary Problem, 1901
- Working for God, 1902
- The Inner Chamber, 1905
- Aids to Devotion, 1909
- The State of the Church, 1911
- The Prayer Life, 1913 (deutsch: Das Geheimnis des gemeinsamen Gebets)
- Back to Pentecost, 1917[2]

### Neuveröffentlichungen
- The Blood of Christ, 2001 (deutsch: Das Blut Jesu Christi); ist ein Band bestehend aus The Power of the Blood of Jesus und The Blood of the Cross[3]

### Werke mit unbekanntem Veröffentlichungsjahr
- Jesus heilt die Kranken oder Heilung nach dem Worte Gottes (5. Auflage erschienen 1927)